# 이광악
이광악(李光岳, 1557년 ~ 1608년)은 조선 중기의 무신으로 임진왜란 당시 큰 공을 세운 인물이다.
본관은 광주(廣州)이며, 자는 진지(鎭之), 시호는 충장(忠壯)이다. 군수를 지낸 이호약(李好約)의 아들이다. 이집(李集)의 8세손이다.

## 생애
1584년에 무과 급제 후 선전관을 거쳐 1592년 곤양 군수가 되었다.
임진왜란이 일어나자 영남 지방의 선봉에 나서서 왜군과 싸웠고 초유사 김성일의 명령으로 제1차 진주성 전투에서 진주 목사 김시민을 도와 싸워 승리했다. 1594년에는 의병장 곽재우의 부장으로 동래 전투에 종군했고 그 후 100차례에 달하는 전투에 참여했다.
1598년 전라병마절도사가 되어 명나라 군대와 합세해 금산과 함양 등지에서 왜군을 무찌르고 포로가 된 조선인 100명과 말 60필을 되찾는 공을 세웠다. 이후 훈련원도정을 거쳐 1604년 경기방어사가 되었고 선무공신 3등으로 책봉되어 광평군에 봉해졌다. 1607년 함경남도병마절도사로 있을 때 병을 핑계로 근무를 태만히 하여 한때 투옥되었다.

## 가계
- 고조부 : 이세좌(李世佐)
- 증조부 : 이수원(李守元)
- 증조모 : 방의문(房毅文, 남양 방씨)의 딸
- 양할아버지 : 이연경(李延慶)
- 양할머니 : 이지(李墀, 전주이씨)의 딸, 이연원(李延源 원주 이씨)의 딸
- 친할아버지 : 이여경(李餘慶)
  - 아버지 : 이호약(李好約)
  - 어머니 : 김구(金𩤈, 경주 김씨)의 딸
    - 부인 : 민건(閔建, 여흥 민씨)의 딸
      - 양자 : 이근후(李根垕) - 종형 이산악(李山岳)의 아들
      - 딸 : 박영신(朴榮臣)에게 출가
      - 딸 : 홍박(洪𩤈)에게 출가
      - 딸 : 김술(金述)에게 출가
      - 서자 : 이근주(李根𩤈)
      - 서자 : 이근영(李根永)

## 관련 문화재
- 이광악 선무공신교서 - 보물 제952호